# 格里博維齊亞
50°41′18″N 24°14′56″E / 50.68833°N 24.24889°E
格里博維齊亞（烏克蘭語：Грибовиця）是位於烏克蘭西部沃倫州裏沃洛德米爾區的村莊，始建於1577年，面積16.9平方公里，海拔高度220米，2001年人口933，人口密度每平方公里55.2人。